# 古尼布高原
古尼布高原是俄羅斯的高原，位於大高加索山脈，由達吉斯坦共和國負責管轄，平均海拔高度1,700米，最高點海拔高度2,352米，每年晴天的日數超過300。